# کیش‌دیور
کیش‌‌دیور  (به مجاری:  Kisgyőr) یک منطقهٔ مسکونی در مجارستان است که در ناحیه میشکولتس واقع شده‌است.